# Servizio Elettrico Nazionale
Servizio Elettrico Nazionale S.p.A. (in precedenza Enel Servizio Elettrico S.p.A.) è una azienda italiana del gruppo Enel, che opera nel settore della vendita di energia elettrica.
Si occupa di vendere energia elettrica ai clienti in regime di maggior tutela (tutela della vulnerabilità dal 1º luglio 2024), mentre la parallela Enel Energia è dedicata ai clienti del mercato libero.

## Storia
È nata il 13 settembre 2007 in seguito al decreto-legge 18 giugno 2007, convertito, con modificazioni, dalla legge n. 125/2007, che ha disposto la separazione societaria tra l'attività di distribuzione di elettricità da quella di vendita a quei clienti che non abbiano scelto un fornitore del mercato libero. Gli viene conferito da Enel Distribuzione il ramo di azienda dedicato all'attività di vendita verso i clienti del mercato regolato. Dal 1º gennaio 2008, ha acquisito da Enel Distribuzione le attività di vendita ai clienti del mercato tutelato. Enel Servizio Elettrico ha in gestione il servizio di maggior tutela per l’energia elettrica nelle aree nelle quali e-distribuzione (nuovo nome di Enel Distribuzione) è concessionaria del servizio di distribuzione. Le condizioni economiche e contrattuali del servizio di maggior tutela sono regolate dall'Autorità di Regolazione per Energia Reti e Ambiente (ARERA).
Dal 1º gennaio 2017 la denominazione in Servizio Elettrico Nazionale, rispondendo all’obbligo previsto dalla Delibera 296/2015/R/COM dell’Autorità per l’Energia Elettrica il Gas e il Sistema Idrico che impone a tutte le società dei gruppi energetici, che operano sia nel mercato libero sia nel mercato della maggior tutela, di avere una denominazione sociale e un marchio distinti. 
La fine del servizio di maggior tutela, per i clienti domestici non vulnerabili, è avvenuta il 30 giugno 2024. A partire da tale data, coloro che non avranno un venditore sul mercato libero rientreranno nel Servizio a Tutele Graduali, senza alcuna interruzione nell'erogazione della fornitura di energia elettrica.
I clienti domestici vulnerabilititolari di un contratto nel mercato libero potranno accedere, anche successivamente al 1º luglio 2024, al Servizio di Maggior Tutela.

## Fatturato
Nel 2020 il fatturato ha superato i 6 miliardi di euro (6,2 miliardi) con un calo del 20% rispetto al 2019, nel 2020 l'utile invece è cresciuto del 29% portandosi a 150 milioni di euro (150,28 milioni) nel 2020.